# Actio de peculio
Actio de peculio – w prawie rzymskim powództwo przeciwko zwierzchnikowi familijnemu ze zobowiązań osób mu podległych (niewolników, alieni iuris), wyposażonych w peculium, zaciągniętych w ramach działalności związanej z peculim.

## Charakterystyka powództwa
Zobowiązania, zawarte przez osoby podległe władzy, w zasadzie nie obciążały ich zwierzchników. Wyjątkiem były sytuacje, w których zobowiązania zostały zaciągnięte za jego przyzwoleniem lub z ich polecenia. Ochronie roszczeń wierzycieli służyły pretorskie powództwa o charakterze dodatkowym, do których należało actio de peculio.
Zwierzchnik odpowiadał za zobowiązania zaciągnięte w ramach gospodarki peculiarnej do wysokości samego peculium. Jeżeli zwierzchnik sam był również wierzycielem osoby mu podległej, z tego peculium, wówczas, zgodnie z tzw. prawem dedukcji, mógł w pierwszej kolejności potrącić swoje wierzytelności.